# TV JACK
TV JACK（テレビジャック）は、バンダイが発売していた家庭向けテレビゲームシリーズ。キャッチコピーは「テレビを乗っとれ!」。

## 概要
正式名称は BANDAI VIDEO MATE ALL COLOR TV JACK（ビデオメート テレビジャック）。バンダイが1970年代に発売していた第一世代のテレビゲームシリーズ。ハードウェアの開発は全て科学技術研究所が行っている。
同時期にテレビゲームシリーズを展開していたトミー工業の「TV FUN」とは、一部で同じLSIチップの供給を受けており、そのためゲーム内容が重複するモデルが存在する。

## バリエーション

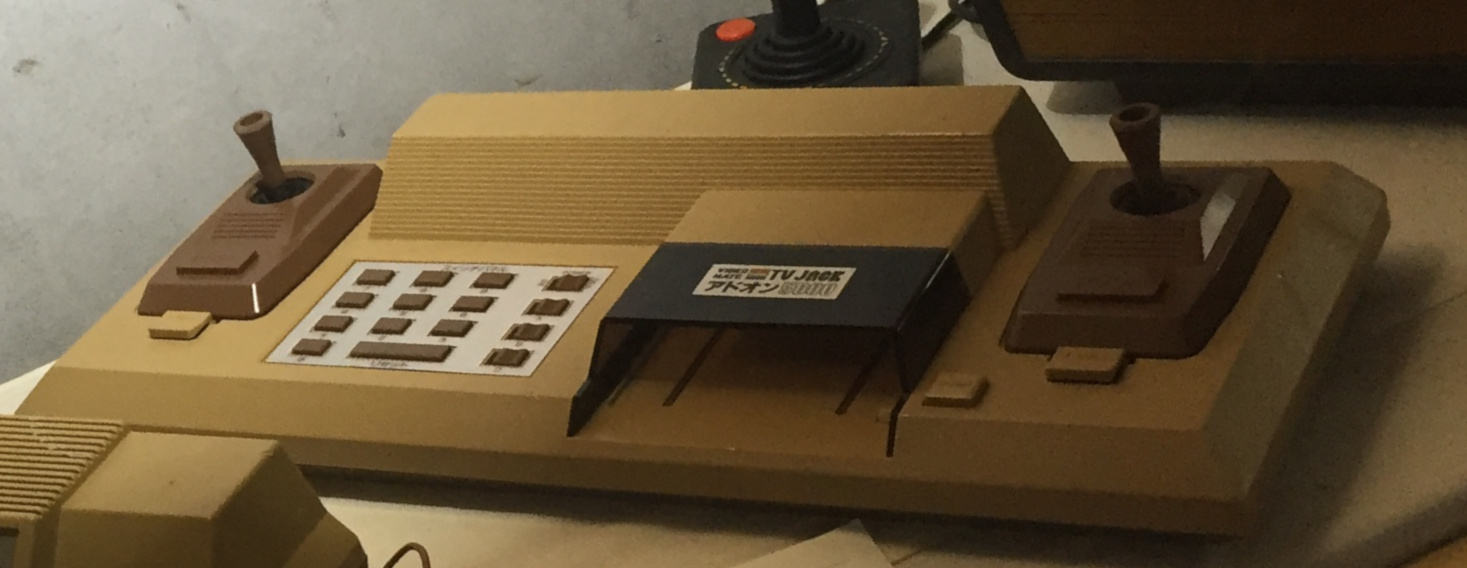
TV JACK 5000

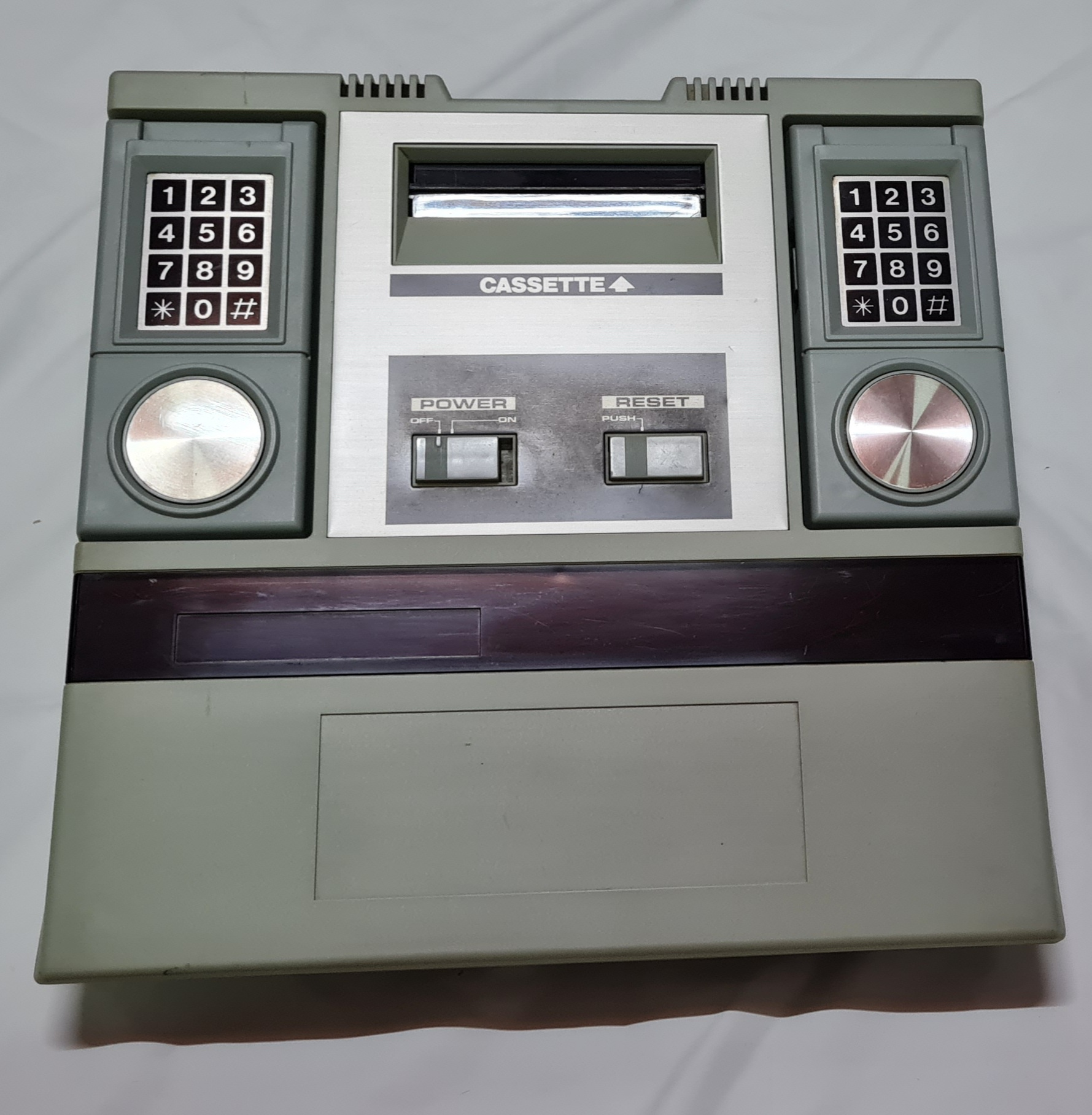
TV JACK スーパービジョン8000

TV JACK 1000
1977年7月発売、TV JACKシリーズの第一弾。本体価格9,800円。
テニスやホッケーなど4種類のボールゲームを内蔵。カラーで一万円を切る価格設定は、当時としてはハイコストパフォーマンスな部類であった。発売当初はタモリを起用したテレビCMで大々的に宣伝を行った。

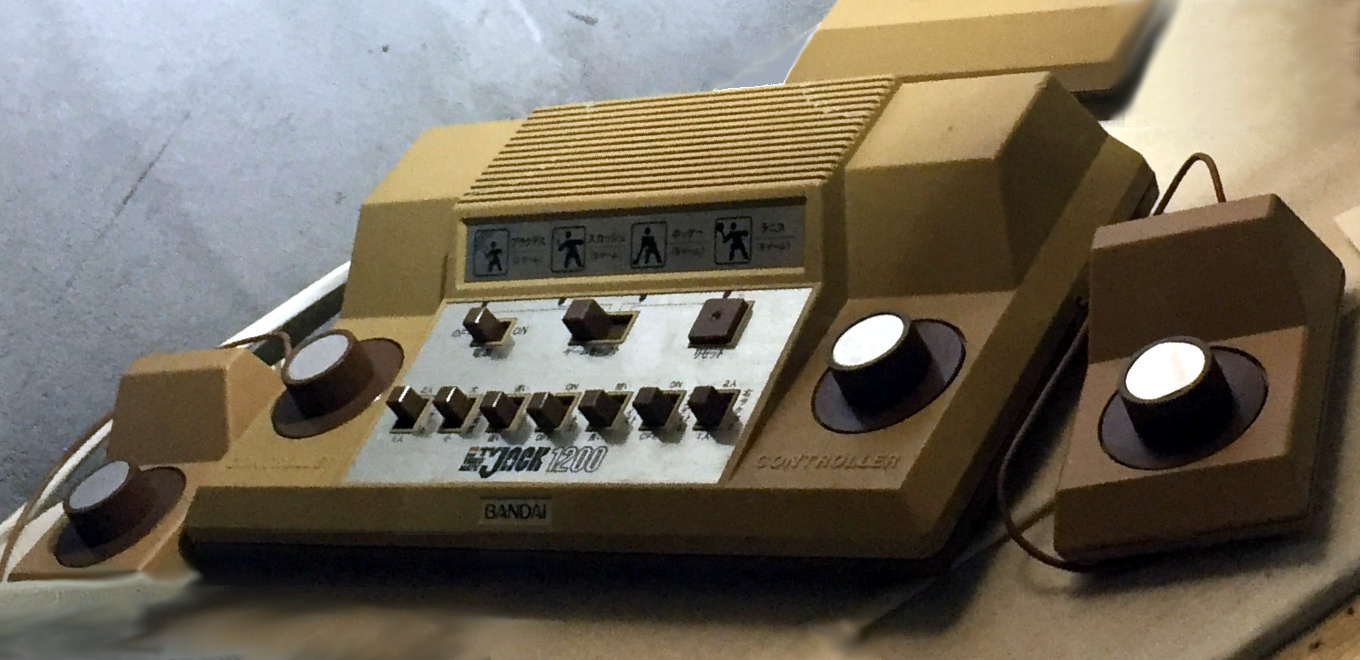
TV JACK 1200
1977年10月発売、カラーで4種類のボールゲームを内蔵。本体直付けのパドル2つの他に外付けの2つのパドルがあり、左側のラケットはシングルス・ダブルス・ロボット（自動でボールを追いかける）、右側のラケットはシングルス・ダブルスを選択することが可能。後にデザインを刷新し2種類のモデルが存在する。本体価格12,800円。

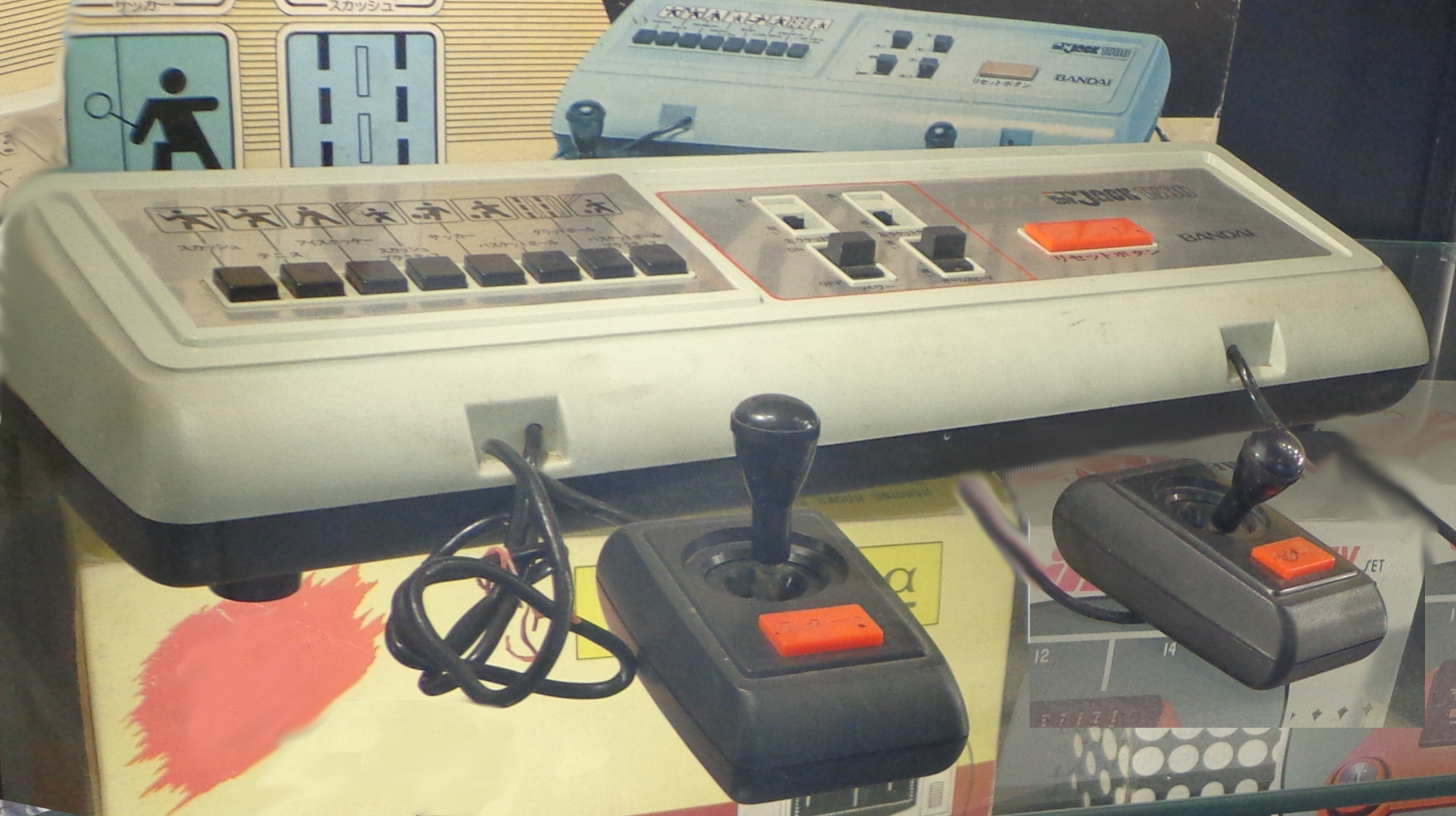
TV JACK 1500
1977年10月発売、カラーで8種類のボールゲームを内蔵。コントローラに8方向のアナログスティックを採用し、ラケットを8方向に動かせるようにした。LSIはゼネラル・インスツルメンツ社のAY-3-8600-1を使用しており、同じLSIを使用したトミー工業の「TV FUN 701」と同一の内容となっている。本体価格16,000円。
TV JACK 2500
1977年10月発売、4種類の宇宙戦争ゲームを内蔵（ボールゲームは未搭載）。各ゲームはレベルを5段階に設定が可能。本体左右にパドル型のコントローラと発射ボタンをそれぞれ搭載している。本体価格29,000円。
TV JACK 3000
1977年10月発売、レースゲームとホッケーとテニスを内蔵。本体直付けのパドル2つの他に、脱着可能な2つのパドルが付いている。ホッケーとテニスはダブルスとシングルスの選択が可能。左側のラケットはロボット（自動操作）にすることが可能。本体価格38,000円。
TV JACK アドオン5000
1978年発売、TV JACKシリーズ初のカセット交換式テレビゲーム。ゼネラル・インスツルメンツ社が開発した、LSIチップを交換することでさまざまなゲームが遊べるGIMNIシステムの応用商品である。本体価格19,800円（ゲームカセット2本添付）。
本体には8方向アナログスティック+1ボタンのコントローラが2つケーブル接続されている。また本体上のスイッチパネルにテンキーと汎用の切り替えスイッチが3つ付けられている。本体には初期型と後期型があり、初期型は本体の色が茶色で、カセットアンロック用のイジェクトボタンが付いている。後期型は本体の色が青で、イジェクトボタンが省略されている。また添付されているゲームカセットの種類も異なる。
本体はカセットビジョンと同様で電源と操作部しか搭載しておらず、ゲームカセットの中にTVゲーム用のLSIチップが丸ごと組み込まれている。そのため、使用するゲームカセット（LSIチップ）によって画面の趣が異なる物となっている。
ゲームカセット
- No.1：ボールゲーム（初期型及び後期型に添付）
- No.2：ロードレース（初期型に添付）
- No.3：スタントサイクル
- No.4：ブロック10（後期型に添付）

以下のソフトは発売が告知されたが未発売に終わった。
- No.5：サブマリン
- No.6：インベーダー

TV JACK スーパービジョン8000
1978年12月発売、TV JACKシリーズの最終モデルにして、初めてマイコンを使用したカセット交換式のテレビゲーム。マイコンの開発にはロジックシステムズ・インターナショナルも参加している。本体価格59,800円（ゲームソフト「ミサイルベーダー」添付）。
本体にはテンキー付きのコントローラが2つカールコードで接続されており、使用しないときは本体に収納が可能。テンキー部分にはゲームに応じたフィルム式のオーバレイシートを挿入することができた。本体にマイコンを搭載することで、ゲーム機としてはそれまでにない基本性能を持ち『月刊アスキー』で特集記事が組まれたりした。しかしながら本体価格の高さが災いして売れ行きが伸びず、専用ソフトの発売も6本に留まった。
本体スペック
- CPU： NEC D780C (Z80互換CPU) 3.58 MHz
- RAM： 1KB
- グラフィック： 256×192ドット
- サウンド： AY-3-8910（PSG音源）

ゲームソフト
- No.1：ミサイルベーダー（本体添付）
- No.2：スペースファイア
- No.3：オセロ
- No.4：ガンプロフェッショナル
- No.5：パクパクバード
- No.6：サブマリン
- No.7：ビームギャラクシアン
- （未発売）：スーパータンク

## その後
TV JACK スーパービジョン8000発売後、バンダイはテレビゲームの自社開発を長らく休止し、インテレビジョン、アルカディア、光速船など米国製ゲーム機の輸入販売に切り替える。これは「インテレビジョンクラスで3年程度の開発期間と3〜5億円の投資が必要になることから、あえて自社開発にこだわる必要はない」と経営側が判断したためである。また、開発体制を当時の主力であったLSIゲームに集約させる目的もあった。次にバンダイが自社開発のテレビゲームを発売するのは1994年のプレイディアになる。